# ゼム・オア・アス
『ゼム・オア・アス』（Them or Us）は、フランク・ザッパが1984年10月に発表したアルバム。

## 内容
「ヤ・ホズナ」におけるザッパのボーカル・パートは、「ロンリー・リトル・ガール」及び「ソファ」といった旧作の断片が使用されており、また、長女ムーン・ザッパのボーカル・パートは「ヴァリー・ガール」制作時のセッションのアウトテイクである。「シャリーナ」は1970年のアルバム『チャンガの復讐』で発表され、本作ではドゥーワップ及びレゲエ色が取り入れられた。「小汚い口のカエル」は、次女アーメット・ザッパが作詞に貢献しており、この曲は1981年12月にライヴで演奏されていた。
「ウィッピング・ポスト」は、オールマン・ブラザーズ・バンドがアルバム『オールマン・ブラザーズ・バンド』（1969年）で発表した曲のカヴァーで、本作では1981年12月11日および12日のライヴ音源が使用された。

## 反響・評価
ザッパの母国アメリカではBillboard 200入りを逃したが、スウェーデンのアルバム・チャートでは2回（4週）トップ40入りし、最高22位を記録した。また、オランダでは1984年11月10日付のアルバム・チャートで初登場41位となり、合計3週チャート入りした。
François Coutureはオールミュージックにおいて5点満点中3点を付け「アルバムの大部分は1980年代初頭の冷徹で乾いた感触で、そのために『ザ・マン・フロム・ユートピア』や『ミーツ・ザ・マザーズ・オブ・プリヴェンション』と同様、すぐにサウンドが古臭くなってしまった」と評している。

## 収録曲
特記なき楽曲はフランク・ザッパ作。
1. ザ・クローサー・ユー・アー - "The Closer You Are" (Earl Lewis, Morgan "Bobby" Robinson) - 3:01
2. イン・フランス - "In France" - 3:32
3. ヤ・ホズナ - "Ya Hozna" - 6:26
4. シャリーナ - "Sharleena" - 4:34
5. 不吉な靴下II - "Sinister Footwear II" - 8:39
6. トラック・ドライヴァーの離婚 - "Truck Driver Divorce" - 9:06
7. スティーヴィーズ・スパンキング - "Stevie's Spanking" - 5:23
8. ベイビー・テイク・ユア・ティース・アウト - "Baby, Take Your Teeth Out" - 1:54
9. マークサンズ・チキン - "Marque-son's Chicken" - 7:35
10. 夢の惑星 - "Planet of My Dreams" - 1:41
11. ビー・イン・マイ・ヴィデオ - "Be in My Video" - 3:40
12. ゼム・オア・アス - "Them or Us" - 5:08
13. 小汚い口のカエル - "Frogs with Dirty Little Lips" (Frank Zappa, Ahmet Zappa) - 2:46
14. ウィッピング・ポスト - "Whipping Post" (Gregg Allman) - 7:34

## 参加ミュージシャン
- フランク・ザッパ - ギター、ボーカル
- レイ・ホワイト - ギター、ボーカル
- スティーヴ・ヴァイ - ギター(on 3. 4. 5. 6. 7. 8. 9. 13. 14.)
- ドゥイージル・ザッパ - ギター(on 4. 7.)
- ボビー・マーティン - キーボード、サクソフォーン、ハーモニカ、ボーカル
- トミー・マーズ - キーボード
- ジョージ・デューク - ピアノ(on 10.)、ボーカル(on 3.)
- ブラッド・コール - ピアノ(on 11.)
- アーサー・バロウ - エレクトリックベース(on 1. 2. 3. 13.)
- スコット・チュニス - エレクトリックベース(on 4. 5. 6. 7. 8. 9. 11. 12. 14.)、ミニ・モーグ(on 12.)
- パトリック・オハーン - エレクトリックベース(on 10.)
- チャド・ワッカーマン - ドラムス
- エド・マン - パーカッション(on 4. 5. 6. 7. 8. 9. 13. 14.)
- アイク・ウィリス - ボーカル
- ナポレオン・マーフィー・ブロック - ボーカル
- ムーン・ザッパ - ボーカル(on 3.)
- ジョニー・"ギター"・ワトソン - リード・ボーカル(on 2.)
- ロイ・エストラーダ - ボーカル
- ボブ・ハリス - ボーカル
- サーナ・ハリス - ボーカル